# 布宜诺斯艾利斯地铁C线
C线（西班牙語：Línea C）是布宜诺斯艾利斯地铁线路之一，往返于雷蒂罗站到宪法站。路线开通于1934年11月9日，全长4.3公里，穿过利马南路、贝尔纳多·德伊里戈延路、卡洛斯·佩列格里尼路、埃丝梅拉达路、圣马丁广场和拉莫斯·梅希亚大道的地下。C线與除了H线外所有系统上的路线相连，而且由于其终点站位于雷蒂罗站和宪法站，使其与布宜诺斯艾利斯最重要的通勤铁路网络相连，如米特雷线和罗卡线以及其他长途客运服务。因此，C线是布宜诺斯艾利斯交通系统的重要动脉。此外，无论从长度还是站数来看，C线是最短的地铁线路。
C线是继A线和B线之后，第三条面向公众提供服务的线路。而且直到2007年，C线是唯一一条提供南北向服务的线路。

C线路线图

## 历史
英阿电车公司在1930年代大萧条后，C线由西班牙贵族、瓜达洛塞伯爵拉斐尔·本胡梅阿·伊布林领导的西班牙－阿根廷公共工程和金融公司（Compañía Hispano Argentina de Obras Públicas y Finanzas；CHADOPyF）建造。1934年11月9日，1号线开通，途径罗卡将军线宪法站到市中心北对角线，总统阿古斯丁·佩德罗·胡斯托参与了开幕仪式。在1936年开通从北对角线到雷蒂罗站的部分。自1936年，这条线路没有再变动过，时至今日它是唯一一条没有扩建的线路。

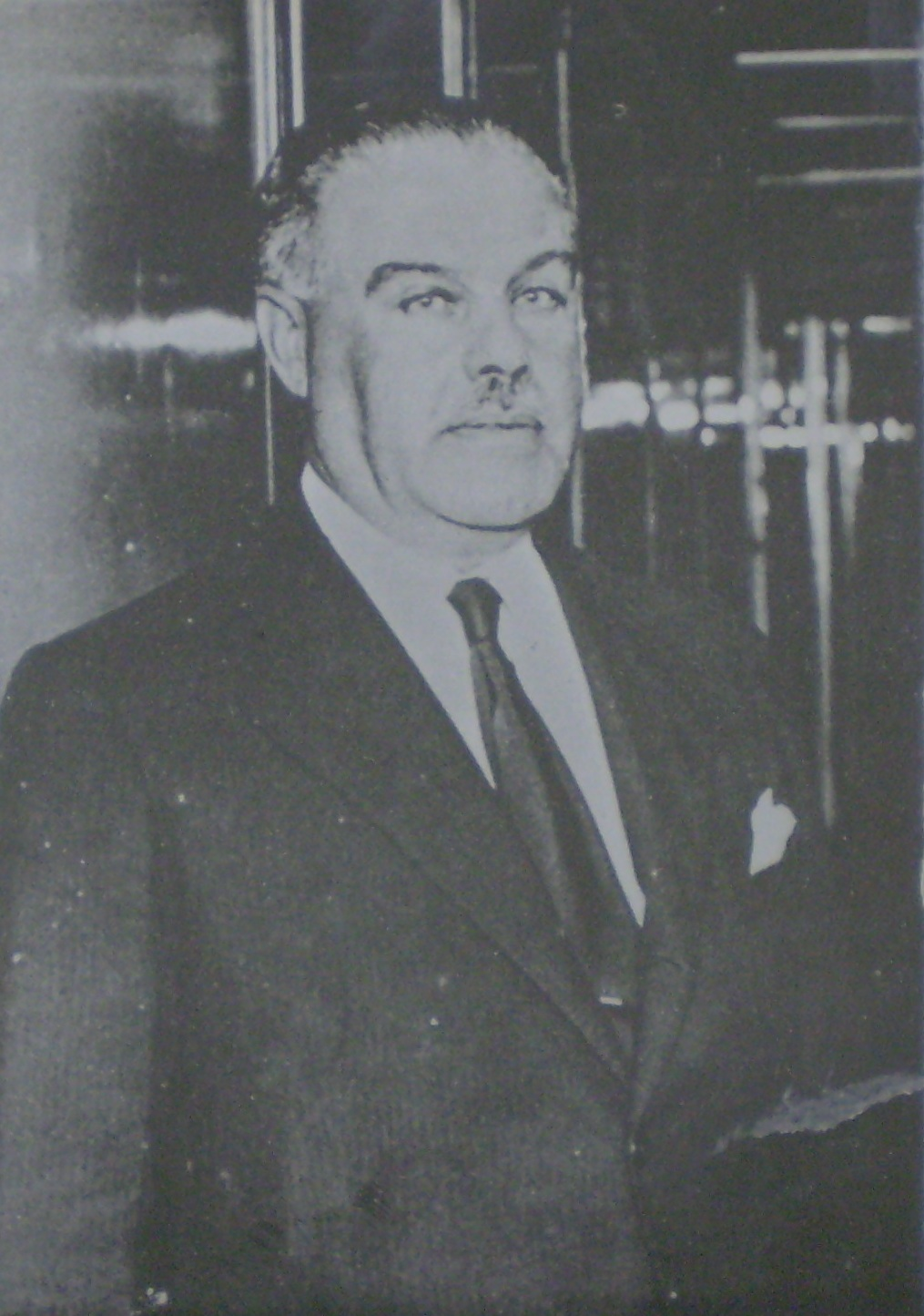
瓜达洛塞伯爵拉斐尔·本胡梅阿·伊布林，负责监督建设过程。

路线开放时，车站装饰着阿根廷艺术家马丁·诺尔和Manuel Escasani所创作的西班牙乡村壁画。C线同时拥有当时最先进的技术（例如列車自動停車系統，ATS）。
当E线于1938年开工时，路线与C线共用一个宪法终点站，但E线在1966年改为在独立站汇合，并延续至今。目前，随着E线和H线的延长，三线将会于雷蒂罗汇合。
1939年2月，在《罗卡-朗西曼协议》框架内，国家与私人混合机构布宜诺斯艾利斯市运输公司（CTCBA）成立，控制着有轨电车、地铁和公交线路。
CTCBA按照时间顺序给西班牙所造的地铁命名为“C”。1952年，CTCBA破产并被隶属于国家交通部的布宜诺斯艾利斯交通总局（AGTBA）所取代。此后AGTBA开始剥离除地铁以外的所有交通系统。1963年清算时，政府设立布宜诺斯艾利斯地铁公司取代，后在1977年通过成为国有公司从而获得完全自主权。1979年，它将部分股份让于布宜诺斯艾利斯市政府。
2014年，西门子公司对线路上的信号系统进行现代化改造，耗资1800万美元，其中包括增加CBTC系统，以提高发车频率，并有可能在未来开辟自动列车的可能性。2020年1月为了安装CBTC系统，路线停运两周。2月路线重新开通，CBTC系统也被安装完成。
除了信号系统外，也翻新了车站和列车以及改善通风。宪法站的改造工程也一并进行，以便在罗卡线、C线以及快速公交南路之间提供更好的换乘服务。

## 车站
| 车站         | 开幕          | 地点                         | 区             | 换乘 |
| ------------ | ------------- | ---------------------------- | -------------- | ---- |
| 雷蒂罗站     | 1936年2月6日  | 何塞·拉莫斯·梅希亚大道1400号 | 雷蒂罗         |      |
| 圣马丁将军站 | 1937年8月17日 | 圣菲大道800号                | 雷蒂罗         |      |
| 拉瓦列站     | 1936年2月6日  | 埃丝梅拉达路500号            | 圣尼古拉斯     |      |
| 北对角线站   | 1934年11月9日 | 萨米恩托800号                | 圣尼古拉斯     |      |
| 五月大道站   | 1934年11月9日 | 五月大道900号                | 蒙塞拉特       |      |
| 莫雷诺站     | 1934年11月9日 | 贝尔纳多·德伊里戈延路300号   | 蒙塞拉特       |      |
| 独立站       | 1934年11月9日 | 贝尔纳多·德伊里戈延路700号   | 宪法和蒙塞拉特 |      |
| 圣胡安站     | 1934年11月9日 | 贝尔纳多·德伊里戈延路1100号  | 宪法           |      |
| 宪法站       | 1934年11月9日 | 利马路1600号                 | 宪法           |      |

## 机车车辆

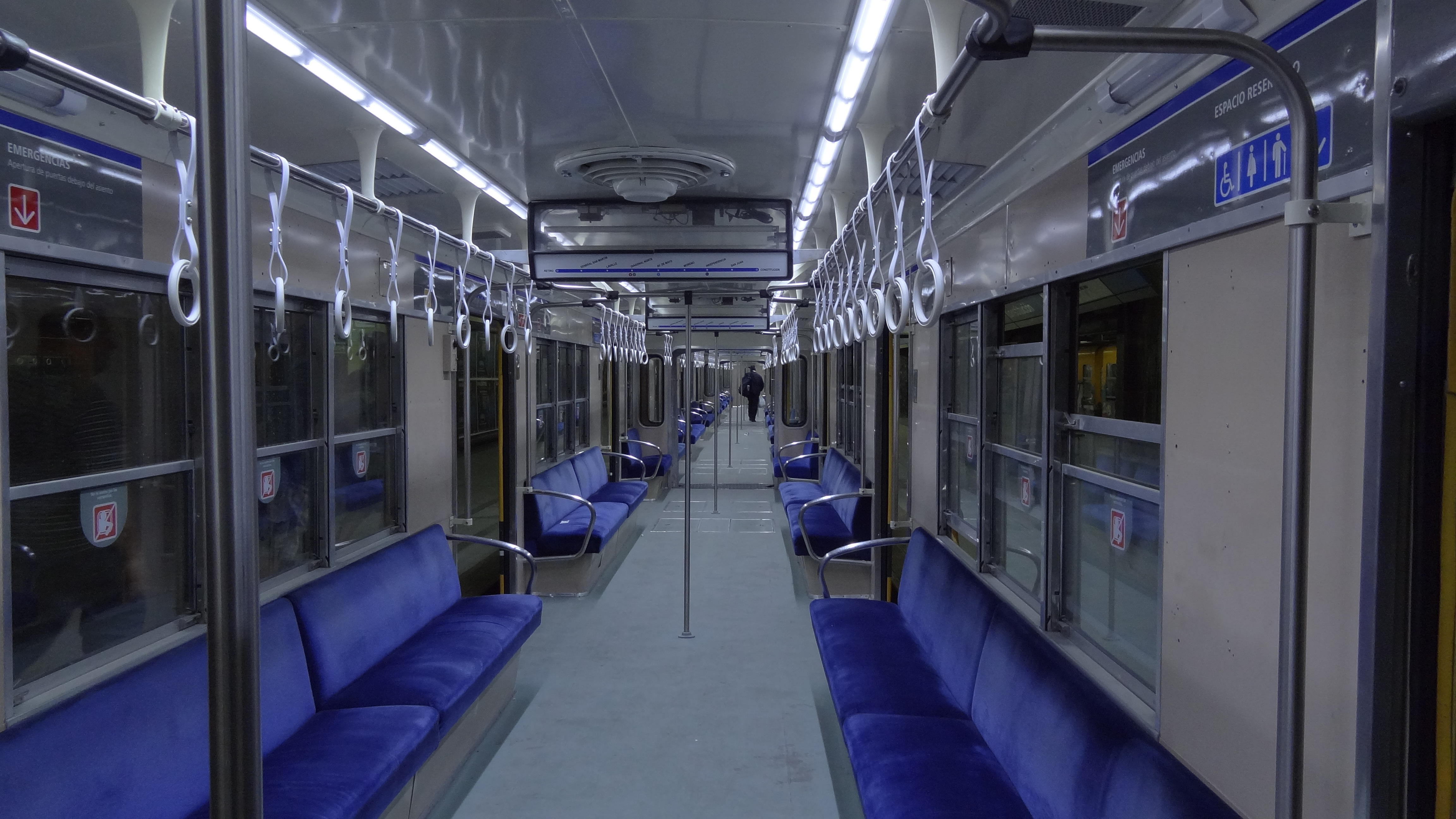
名古屋市交通局300型電聯車内部。

路线自首次开通直至2007年，都由西門子-舒克特O&K列车运行。1999年，布宜诺斯艾利斯地铁向名古屋市营地铁购买列车，但最终这些列车都用于D线中。然而在2007年，随着D线获得新的阿尔斯通列车以及H线的开通，C线上的西門子-舒克特O&K列车被名古屋列车所替代，西門子-舒克特O&K列车临时送往当作备车，直到阿尔斯通大都会列车的抵达。
2015年，翻新的名古屋5000型电力动车组抵达阿根廷，为该线路现有名古屋列车增加50%的运力，并减少行车时间。尽管机车车辆状况非常好，然而此次购买受到内政和交通部长弗洛伦斯·兰达佐的批评，指责市政府购买过时的机车车辆，而不是像A线那样购买全新的机车车辆。
2018年， A线的1个布宜诺斯艾利斯地铁200系列编组调入C线，2019年再加8个编组，同时撤出受石棉污染的250型、300型和1200型。

## 图廊

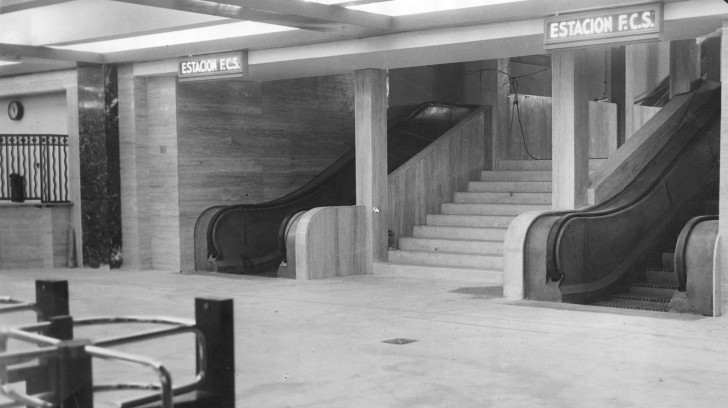
1934年宪法车站（英语：Constitución railway station）出口
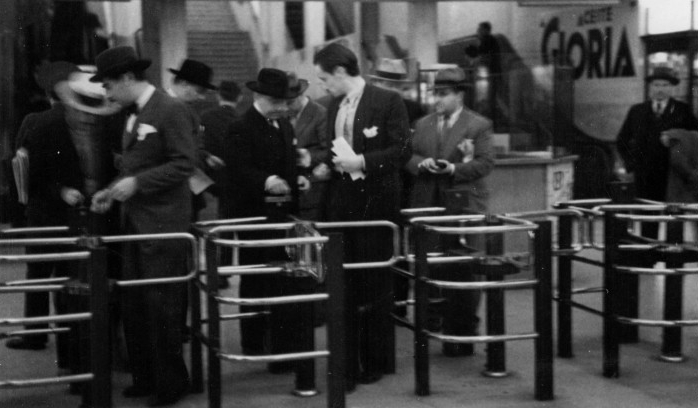
乘客通过闸机（约1934年）
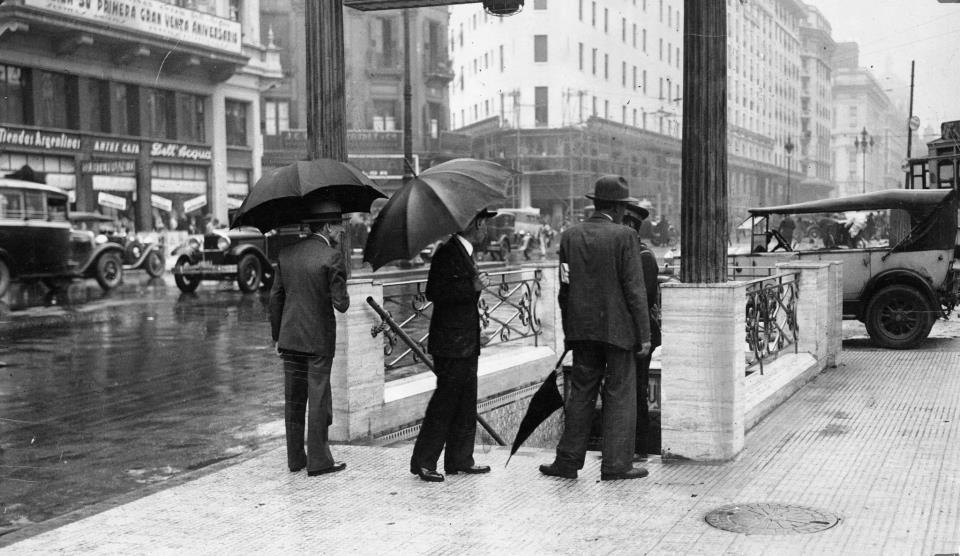
1936年北对角线站（西班牙语：Diagonal Norte (subte de Buenos Aires)）入口
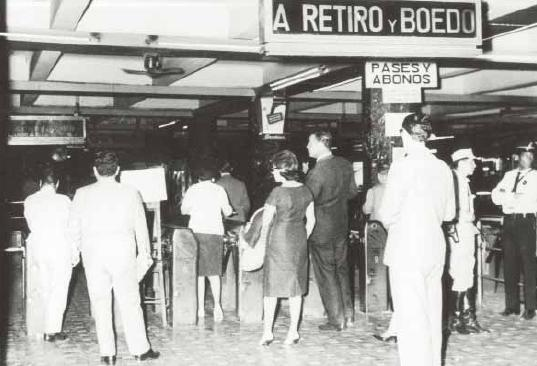
从位于原E线的宪法站进入C线的乘客
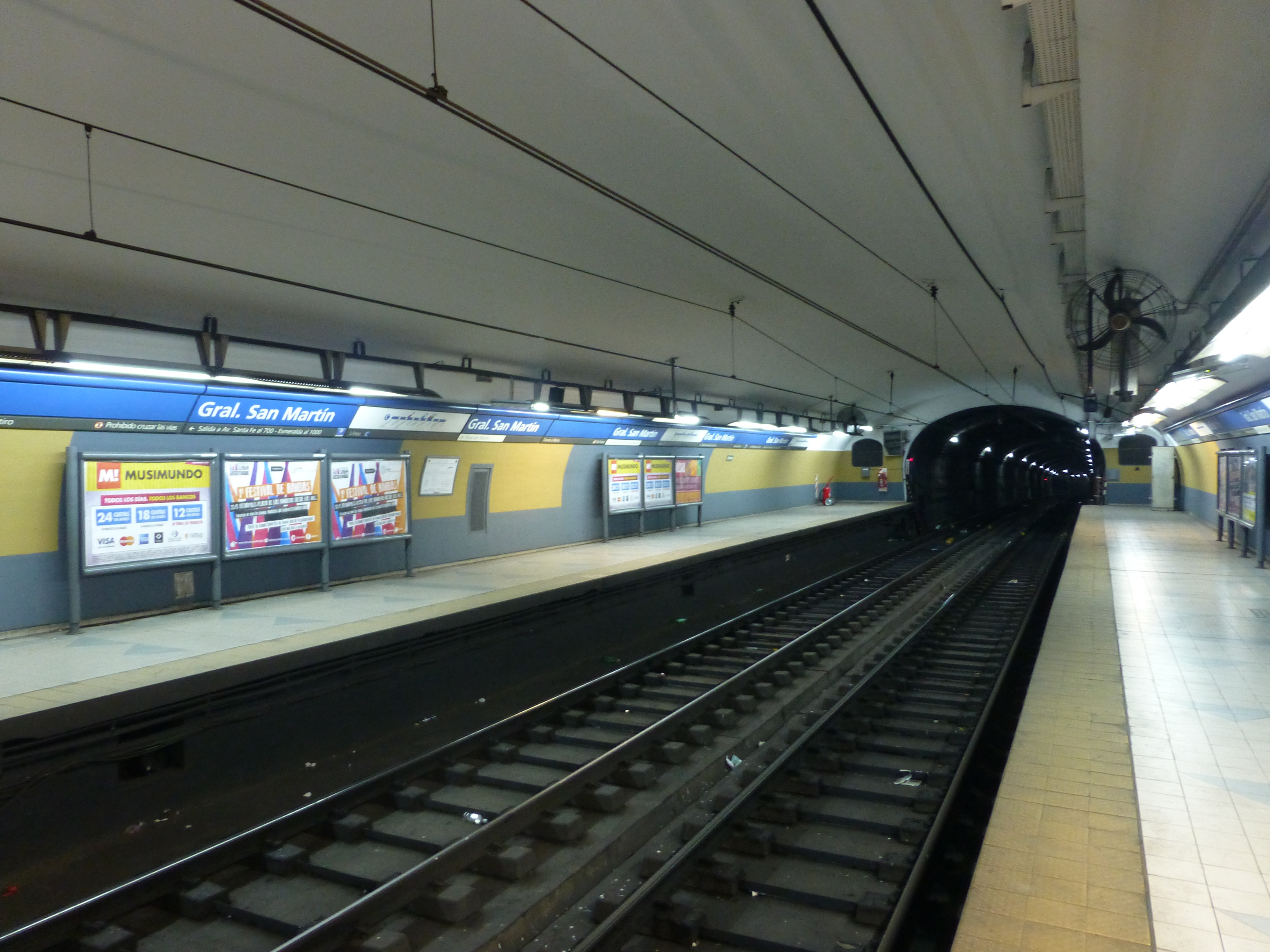
圣马丁将军站内部